# Episodi di Wire Service
La prima e unica stagione della serie televisiva Wire Service è andata in onda negli Stati Uniti dal 4 ottobre 1956 al 17 giugno 1957 sulla ABC.
| nº | Titolo originale            | Prima TV USA      |
| -- | --------------------------- | ----------------- |
| 1  | The Blood Rock Mine         | 4 ottobre 1956    |
| 2  | Campaign Train              | 11 ottobre 1956   |
| 3  | Hideout                     | 18 ottobre 1956   |
| 4  | The Johnny Rath Story       | 25 ottobre 1956   |
| 5  | The Night of August Seventh | 1º novembre 1956  |
| 6  | Conspiracy                  | 8 novembre 1956   |
| 7  | The Tower                   | 15 novembre 1956  |
| 8  | Deported                    | 22 novembre 1956  |
| 9  | Until I Die                 | 29 novembre 1956  |
| 10 | The Avengers                | 6 dicembre 1956   |
| 11 | The Deep End                | 12 dicembre 1956  |
| 12 | High Adventure              | 20 dicembre 1956  |
| 13 | Chicago Exclusive           | 3 gennaio 1957    |
| 14 | World of the Lonely         | 10 gennaio 1957   |
| 15 | The Third Inevitable        | 17 gennaio 1957   |
| 16 | Flowers for the General     | 24 gennaio 1957   |
| 17 | The Comeback                | 31 gennaio 1957   |
| 18 | Atom at Spithead            | 11 febbraio 1957  |
| 19 | El Hombre                   | 18 febbraio 1957  |
| 20 | Profile of Ellen Gale       | 25 febbraio 1957  |
| 21 | Dateline Las Vegas          | 4 marzo 1957      |
| 22 | Forbidden Ground            | 11 marzo 1957     |
| 23 | No Peace in Lo Dao          | 18 marzo 1957     |
| 24 | A Matter of Conscience      | 25 marzo 1957     |
| 25 | Misfire                     | 1º aprile 1957    |
| 26 | The Indictment              | 8 aprile 1957     |
| 27 | Ninety and Nine             | 15 aprile 1957    |
| 28 | The Oil Man                 | 22 aprile 1957    |
| 29 | Run, Sheep, Run             | 29 aprile 1957    |
| 30 | The Death Merchant          | 6 maggio 1957     |
| 31 | Violence Preferred          | 13 maggio 1957    |
| 32 | The Last Laugh              | 20 maggio 1957    |
| 33 | Confirm or Deny             | 27 maggio 1957    |
| 34 | Four Minutes to Shot        | 3 giugno 1957     |
| 35 | The Washington Stars        | 10 giugno 1957    |
| 36 | A Death at Twin Pines       | 17 giugno 1957    |
| 37 | The Nameless                | 9 settembre 1957  |
| 38 | Rehearsal for Sabotage      | 16 settembre 1957 |
| 39 | Escape to Freedom           | 23 settembre 1957 |

## The Blood Rock Mine
- Prima televisiva: 4 ottobre 1956
- Diretto da: Alvin Ganzer
- Scritto da: Al C. Ward

### Trama
- Guest star: Jon Shepodd (Joe McBride), Arthur Hunnicutt (Hopeful), Maxine Cooper (Mrs. McBride), Harry Townes (Montago), Stuart Randall (Logan)

## Campaign Train
- Prima televisiva: 11 ottobre 1956

### Trama
- Guest star: Dayton Lummis (senatore Clement), Robert Burton (Amos Fairchild)

## Hideout
- Prima televisiva: 18 ottobre 1956

### Trama
- Guest star: Fredd Wayne (O'Brien), Marjorie Lord (Phyllis Holley), Murray Hamilton (Ed Holley), Ann Doran (Martha Ryan)

## The Johnny Rath Story
- Prima televisiva: 25 ottobre 1956
- Diretto da: Robert Florey
- Scritto da: Al C. Ward

### Trama
- Guest star: Jimmy Baird (Gene March), Lawrence Dobkin (Mr. March), Beverly Garland (Elaine Rath), Michael Winkelman (Johnny Rath), Ottola Nesmith (donnain auto), William F. Leicester (pilota), Herb Ellis (operatore), John Alvin (Chief Dispatcher), Audrey Swanson (Mrs. March), Ray Walker (Assistant), Eve Miller (Dolly Johnson), Walter Sande (sovrintendente), Ross Elliott (Roger Rath)

## The Night of August Seventh
- Prima televisiva: 1º novembre 1956

### Trama
- Guest star: Virginia Gregg (Marie), Carleton Young (Warden), Malcolm Atterbury (Gil Venton), Lee Van Cleef (Al Sanders), Ralph Moody (Johnny Dukes), Ken Lynch (Gruden), Paul Richards (Hank Barclay)

## Conspiracy
- Prima televisiva: 8 novembre 1956

### Trama
- Guest star: Shepperd Strudwick (David)

## The Tower
- Prima televisiva: 15 novembre 1956

### Trama
- Guest star: Herbert Rudley (Stanley), Ian Wolfe (padre Rambeau), Jay Robinson (Usher)

## Deported
- Prima televisiva: 22 novembre 1956

### Trama
- Guest star: Peter Mamakos (Vince), Anthony Caruso (Arturo)

## Until I Die
- Prima televisiva: 29 novembre 1956
- Scritto da: Gabrielle Upton

### Trama
- Guest star: Peter Votrian (Davey), George Chandler (Hoggard), Edward Platt (Palmer), Parley Baer (Wallace), Olive Sturgess (Addie)

## The Avengers
- Prima televisiva: 6 dicembre 1956

### Trama
- Guest star: Charles Bronson (Sam Adams), Phillip Pine (Marty Ryan), Peter Baldwin (Paul Johnston/Hal Johnston)

## The Deep End
- Prima televisiva: 12 dicembre 1956

### Trama
- Guest star: Larry Pennell (Johnny), Gene Evans, Edd Byrnes, Margaret Hayes (Mary Carberry)

## High Adventure
- Prima televisiva: 20 dicembre 1956

### Trama
- Guest star: John Beradino (Pallavicino), Sarah Selby (Mrs. Caldwell), Scott Marlowe (Ricci), Howard McNear (Caldwell), Julio Sebastian (D'Azeglio), Jan Arvan (locandiere), Michael Landon (Pietro)

## Chicago Exclusive
- Prima televisiva: 3 gennaio 1957

### Trama
- Guest star: Craig Hill (Dave Elsmore), Phillip Terry (Phil Tennant), Ainslie Pryor (Leo Halliday), Fay Spain (Peggy), H. M. Wynant (Johnny Dukes), Ray Teal (capitano Gorman), Vaughn Taylor (Hugh Saxton)

## World of the Lonely
- Prima televisiva: 10 gennaio 1957

### Trama
- Guest star: Robert Cornthwaite, Virginia Gregg, Carla Merey

## The Third Inevitable
- Prima televisiva: 17 gennaio 1957

### Trama
- Guest star: Steve Terrell

## Flowers for the General
- Prima televisiva: 24 gennaio 1957

## The Comeback
- Prima televisiva: 31 gennaio 1957

### Trama
- Guest star: John Smith (Howie), Bart Burns (Paul)

## Atom at Spithead
- Prima televisiva: 11 febbraio 1957
- Diretto da: Lance Comfort
- Scritto da: Frederic Brady

### Trama
- Guest star: Richard Caldicot (Lord Belding), Russell Napier (ammiraglio Habberfield), Veronica Hurst (Beth Templar), John Chandos (capitano), Eric Lander (Radburn), David Aylmer (Ransley), Leslie Phillips (Keynes), George Pravda (Visitor), Seymour Green (addetto reception), Clifford Evans (Air Marshal Fraylie), Brian Oulton (Kenver), Howard Marion-Crawford (McKenna), Robert Beatty (John Templar)

## El Hombre
- Prima televisiva: 18 febbraio 1957
- Scritto da: Frederic Brady

### Trama
- Guest star: Eduardo Noriega (Murillo), Rafael Alcayde (El Hombre), Angelica Ortiz (Angelica), Julio Villarreal (Segura), Elvira Quintana (Mrs. Ortega), Claude Brook (Tinsdale), Reinaldo Rivera (generale Dadriz)

## Profile of Ellen Gale
- Prima televisiva: 25 febbraio 1957
- Scritto da: John Q. Copeland

### Trama
- Guest star: Michael Pate (Lansing), Beverly Garland (Ellen Gale)

## Dateline Las Vegas
- Prima televisiva: 4 marzo 1957
- Scritto da: Al C. Ward

### Trama
- Guest star: Adam Williams (Wells), Douglas Spencer (Mason), Carolyn Jones (Eve)

## Forbidden Ground
- Prima televisiva: 11 marzo 1957

### Trama
- Guest star: Barton MacLane (generale Bailey), Terry Becker (Logan Bailey)

## No Peace in Lo Dao
- Prima televisiva: 18 marzo 1957

### Trama
- Guest star: Robert Kino (Satsuma), Keye Luke (generale), Morris Ankrum (Fortner), Vladimir Sokoloff (Primo Ministro)

## A Matter of Conscience
- Prima televisiva: 25 marzo 1957

### Trama
- Guest star: Oliver McGowan (Jack MacKellar), Stuart Randall (tenente Patch), Alberto Morin (Dino Bertoni), Vladimir Sokoloff (Primo Ministro)

## Misfire
- Prima televisiva: 1º aprile 1957

### Trama
- Guest star: Roy Roberts (sceriffo Charles McMahon), Don Kelly (Mark Thomas), Rebecca Welles (Julia Thomas)

## The Indictment
- Prima televisiva: 8 aprile 1957

### Trama
- Guest star: Rhodes Reason (Huntley), Whitney Blake (Geraldine), Harold Stone (Paulson)

## Ninety and Nine
- Prima televisiva: 15 aprile 1957

### Trama
- Guest star: Donald Randolph, Malcolm Atterbury

## The Oil Man
- Prima televisiva: 22 aprile 1957

### Trama
- Guest star: Harry Carey, Jr. (Steve Ward), Emlen Davies (Edith Ames), Harry Shannon (Harris Ellerby)

## Run, Sheep, Run
- Prima televisiva: 29 aprile 1957

### Trama
- Guest star: Steve Darrell (Spencer), Parley Baer (Hogarth), James Lydon (Harris), Don Beddoe (Raisner)

## The Death Merchant
- Prima televisiva: 6 maggio 1957

### Trama
- Guest star: Peter Illing (Schmidt), Sandra Dorne (Francesca), Carl Jaffe (Paul Eliscu), Jane Griffiths (Nadia Eliscu), Lily Kann (Drozshka), Anton Diffring (Joseph Tezlik)

## Violence Preferred
- Prima televisiva: 13 maggio 1957

### Trama
- Guest star: William Challee (Dill), Louis Jean Heydt (Benton), Mary Young (Nellie), Raymond Greenleaf (Clinton), Paul Fix (Thompson), Royal Dano (Carl Strawn)

## The Last Laugh
- Prima televisiva: 20 maggio 1957

### Trama
- Guest star: Ann Codee (Cecile), Robert Hutton (Hannon), Rodolfo Hoyos, Jr. (de Toledo), Lisa Montell (Luisa)

## Confirm or Deny
- Prima televisiva: 27 maggio 1957

### Trama
- Guest star: Barbara Bestar, Andrew Duggan (Stowe), Murray Hamilton (Frank Lunt)

## Four Minutes to Shot
- Prima televisiva: 3 giugno 1957

### Trama
- Guest star: Victor Millan (Peres), Virginia Core (Consuela)

## The Washington Stars
- Prima televisiva: 10 giugno 1957

### Trama
- Guest star: Barry Atwater (Weare), Werner Klemperer (Krylov), Anthony Eustrel (Condell), Eugene Borden (Charpentier)

## A Death at Twin Pines
- Prima televisiva: 17 giugno 1957

### Trama
- Guest star: Diane Brewster (Mary), James Bell (Jackson)

## The Nameless
- Prima televisiva: 9 settembre 1957

### Trama
- Guest star: Jack Albertson, Richard Jaeckel, Bill Mumy

## Rehearsal for Sabotage
- Prima televisiva: 16 settembre 1957

### Trama
- Guest star: Gloria Talbott (Sumiko)

## Escape to Freedom
- Prima televisiva: 9 settembre 1957

### Trama
- Guest star: Brian Keith (Mike Barnes)